# サルバドール・サンチェス・バルブード
サルバドール・サンチェス・バルブード（Salvador Sánchez Barbudo、1857年3月14日 - 1917年11月28日）は、スペイン生まれの画家である。

## 略歴
スペイン南部、アンダルシア州カディス県のヘレス・デ・ラ・フロンテーラで生まれた。ヘレスで中等教育を受けた後、19歳になった時にセビリアに移り、セビリアの美術学校で学んだ。1878年にマドリードに修行に出て、4年間そこに滞在した。
1879年には同郷の友人でオリエンタリズムの画家になる、ホセ・ガジェゴス・イ・アルノサ(1857-1917)とともにモロッコのタンジェに旅した。
1882年に、カストリージョ侯爵（José Juan Fernández de Villavicencio）の支援を受けてローマに修行に出て、ホセ・ビジェガス・コルデロ(1844- 1921)と知り合い、弟子になった。ローマで結婚した。1886年のマドリードの展覧会でハムレットを題材にした作品を出展し賞を得た。

歴史や文学に題材をとった作品などを描いた。当時人気のあった「オリエンタリズム」の作品も描いた。